# Escuela de Diseño del Instituto Nacional de Bellas Artes
La Escuela de Diseño del Instituto Nacional de Bellas Artes y Literatura (EDINBA) es una escuela de diseño, con sede en la Ciudad de México. Su directora actual es Erika Marlene Cortés López.

## Historia
En 1962 se funda la Escuela de Diseño y Artesanías (EDA) del Instituto Nacional de Bellas Artes y el pintor José Chávez Morado fue su primer director. Hacia 1972, la Escuela ofrecía cuatro programas académicos: diseño gráfico, diseño de muebles, diseño textil y diseño de objetos.
En 1980 se desintegra la EDA y se instauran por separado la Escuela de Diseño y la Escuela de Artesanías. Durante los años 90 la EDINBA amplía su oferta académica. Por un lado, entre 1993 y 1994 comienza la impartición de diplomados y, por otro, se diversifica su oferta de programas de posgrado.
Desde 2001 la EDINBA organiza la Bienal Nacional de Diseño en México.

## Oferta educativa
La Escuela de Diseño del INBAL ofrece los siguientes programas educativos:
- Licenciatura en Diseño
- Maestría en Creatividad para el Diseño
- Maestría en Teoría y Crítica para el Diseño
- Especialidades en Creatividad y Estrategia Publicitaria
- Especialidad en Diseño Editorial
- Especialidad en Diseño Multimedia
- Especialidad en Diseño Textil